# Apameh Schönauer
Apameh Schönauer (persisch آپامه شوناور; * 4. Juli 1984 in Teheran, Iran) ist die Preisträgerin des Wettbewerbs Miss Germany 2024.

## Leben und Wirken
Schönauer wurde in Teheran geboren und kam im Alter von sechs Jahren gemeinsam mit ihrer Mutter nach Deutschland. Sie studierte in Deutschland Ingenieurwissenschaften und schloss ihr Studium mit Diplom ab. In der Folge arbeitete sie als angestellte Architektin.
Schönauer ist im Netzwerk Shirzan (persisch für „Löwenfrau“) aktiv, das sich für benachteiligte und unterdrückte Frauen einsetzt.
Während der Miss-Germany-Wahl nannte Schönauer als Vorbild „die starken und mutigen Frauen im Iran, die jeden Tag ihr Leben riskieren, indem sie auf die Straße gehen, ihre Stimme erheben und für ihre Freiheit und ihre Rechte demonstrieren“. Es wurden Vorwürfe erhoben, ihre Wahl wäre Schummelei, weil sie im gleichen Coworking Space arbeite wie die Veranstalter der Misswahl und für die Misswahl angeblich eine Auftragsarbeit für das Design der Eventlocation durchgeführt habe.
Sie ist verheiratet und hat zwei Kinder.